# Jan Koutný
Jan Koutný (Vyškov, Checoslovaquia, 24 de junio de 1897-Praga, 18 de julio de 1976) fue un gimnasta artístico checoslovaco, campeón olímpico en Ámsterdam 1928 en barras paralelas, entre otros importantes títulos.

## Carrera deportiva
En los JJ. OO. de París 1924 gana medalla de plata en salto de potro, tras el estadounidense Frank Kriz y por delante de su compatriota el checoslovaco Bohumil Mořkovský.
En las siguientes Olimpiadas, las de Ámsterdam 1928, gana plata en el concurso por equipos, tras los suizos y por delante de los yugoslavos, siendo sus compañeros de equipo: Josef Effenberger, Jan Gajdoš, Ladislav Vácha, Emanuel Löffler, Bedřich Šupčík, Ladislav Tikal y Václav Veselý.